# 長興呉氏
長興呉氏（チャンフンオし、朝鮮語: 장흥오씨）は、朝鮮の氏族の一つ。本貫は全羅南道長興郡である。2015年の調査では、4,132人である。
始祖は、新羅智証王の時に中国から新羅に渡来した呉瞻の24代子孫である宝城呉氏の始祖の呉賢弼の7代子孫の呉天佑である。
呉天佑は李氏朝鮮太宗時代に文科及第し、司諫院、大司諫、全羅兵馬節度使を任官し、長興君に封じられ長興呉氏を創始した。